# Che cosa importa a un'ape?
Che cosa importa a un'ape? (Does a Bee Care?) è un racconto fantascientifico scritto da Isaac Asimov, apparso nel giugno 1957 sulla rivista If: Worlds of Science Fiction. È stato tradotto per la prima volta in italiano nel 1975 col titolo Come le api.

## Trama
Un ovulo viene depositato sulla Terra pre-umana da una razza aliena facendo nascere, a tempo debito, una creatura che prende la forma umana. Passano secoli, la creatura vive in mezzo agli umani e influenza mentalmente alcuni di loro con lo scopo di far avanzare lo sviluppo della civiltà umana. In particolare lavora sugli scienziati, portando allo sviluppo del viaggio nello spazio.
Dopo che la prima nave spaziale per cercare di raggiungere la Luna viene costruita, la creatura, ora conosciuta come Kane, modifica i progetti della nave affinché rimanga un piccolo spazio vuoto dove, all'insaputa dei costruttori, si nasconde.
La nave lascia la Terra e ad un certo punto Kane, ora completamente sviluppato, abbandona la nave e viaggia attraverso lo spazio fino al suo pianeta d'origine. 
L'autore traccia un parallelismo tra Kane ed un'ape che visita e impollina i fiori casualmente, senza conoscere le conseguenze del suo gesto. 
Asimov anticipa con grande acume le teorie sul "meme egoista", proposte nel 1976 dal biologo evolutivo Richard Dawkins nel suo libro Il gene egoista e sviluppate fra gli altri da Susan Blackmore (La macchina dei memi, 1999, Instar Libri, Torino 2002) e da Daniel Dennett (L'idea pericolosa di Darwin, 1995, Bollati Boringhieri, Torino 1997 e 2004).

## Edizioni
- Come le api, trad. Walter Saudi, Libra Editrice 1975, Perseo Libri 1997
- Che cosa importa a un'ape?, trad. Beata Della Frattina, Mondadori 1976 e 1997
- Che cosa importa a un'ape, trad. Mauro Gaffo, Editori Associati 1994, Nuove Edizioni Tascabili 2003